# جون باتلر (لاعب كريكت)
جون باتلر (29 أغسطس 1863 - 21 مايو 1945 في المملكة المتحدة) (بالإنجليزية: John Butler)‏ هو لاعب كريكت بريطاني. لعب مع نادي مقاطعة نوتنغهامشير للكريكت ‏.

## وصلات خارجية
- جون باتلر على موقع إي آس بي آن كريك إنفو (الإنجليزية)